# خانه وقفی حاجی احمدی
خانه وقفی حاجی احمدی مربوط به دوره قاجار است و در یزد، محله ابوالمعالی، بازارچه ابوالمعالی، اول کوچه پنج کوچه، پلاک ۶۶ واقع شده و این اثر در تاریخ ۱۵ دی ۱۳۸۷ با شمارهٔ ثبت ۲۴۳۳۶ به‌عنوان یکی از آثار ملی ایران به ثبت رسیده‌است.